# 圣皮埃尔代洛日
圣皮埃尔德洛日（法語：Saint-Pierre-des-Loges，法語發音：[sɛ̃ pjɛʁ de lɔʒ] ⓘ）是法国奥恩省的一个市镇，位于该省东部，属于莫尔塔涅欧佩什区。

## 地理
圣皮埃尔德洛日（48°45'1"N, 0°28'18"E）面积9.79 平方千米，位于法国诺曼底大区奧恩省，该省份为法国西北部内陆省份，北起顺时针与卡爾瓦多斯省、厄尔省、厄尔-卢瓦省、萨尔特省、马耶讷省和芒什省接壤。
与圣皮埃尔德洛日接壤的市镇（或旧市镇、城区）包括：圣埃夫鲁树林圣母村、博费、埃绍富尔、圣戈比日-圣科隆布、里勒河畔圣伊莱尔。
圣皮埃尔德洛日的时区为UTC+01:00、UTC+02:00（夏令时）。

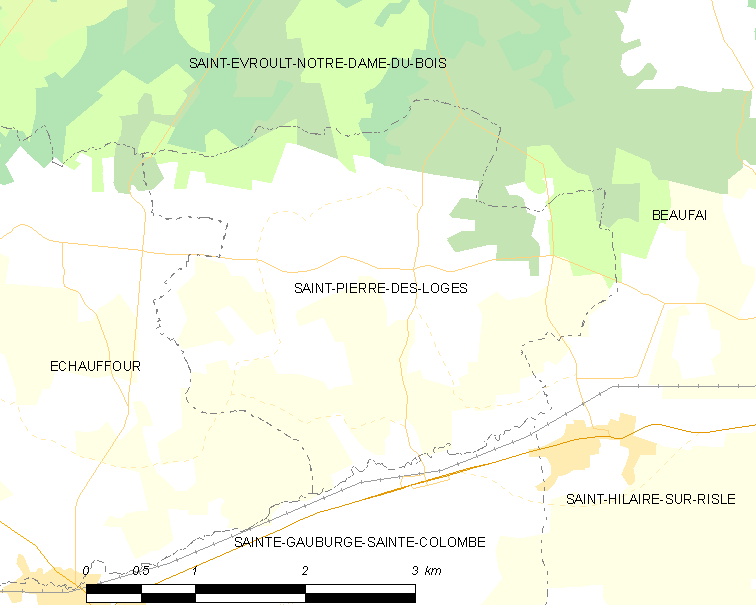
圣皮埃尔德洛日的OSM定位图

## 行政
圣皮埃尔德洛日的邮政编码为61370，INSEE市镇编码为61446。

## 政治
圣皮埃尔德洛日所属的省级选区为赖村县。

## 人口

1962-2008年间圣皮埃尔德洛日人口变化图示

圣皮埃尔德洛日于2022年1月1日时的人口数量为160人。